# Besouro
Besouro es una película brasileña de 2009, un drama de acción dirigida por João Daniel Tikhomiroff sobre Besouro Mangangá, un capoeirista brasileño de principios de la década de 1920, a quien se le atribuyeron algunas hazañas heroicas y legendarias. Huan-Chiu Ku, el coreógrafo de la película de Quentin Tarantino Kill Bill, es el responsable de las escenas de lucha de la película. Su rodaje duró tres meses en Bahía.

## Trama
En 1924, casi cuarenta años después de la abolición de la esclavitud en Brasil, los antiguos esclavos negros siguen oprimidos por los ricos. La resistencia en la región del Recôncavo Baiano es dirigida por el anciano Mestre Alípio, maestro de un arte marcial, la capoeira, utilizada por los esclavos para combatir los abusos. La vida de Mestre Alípio se ve amenazada, por lo que uno de sus mejores aprendices, Besouro, es nombrado su escolta para protegerle. Sin embargo, Besouro pasa todo su tiempo practicando capoeira en círculos callejeros y Alípio acaba siendo asesinado por la policía.
Un día, Besouro recibe la visita de un orisha, Eshu, que le exige adoración. Tratando de luchar contra el espíritu, Besouro destroza accidentalmente una feria de empleo, lo que hace que los guardias lo persigan. Se tira a un río y después se encuentra con una maestra espiritual, Zulmira, que le da una gargantilla que le otorga corpo fechado, haciéndolo invulnerable a todos los ataques y armas, excepto al árbol conocido como ticum. Con sus nuevas habilidades, Besouro inicia una guerra de guerrillas de un solo hombre contra las plantaciones de Coronel Venâncio, el poderoso oficial del ejército que oprime al pueblo de Besouro.
Los esfuerzos de Besouro le granjean la enemistad de su amigo de la infancia Quero-Quero, compañero capoeirista y colaborador de Venâncio, que cree que Besouro solo está empeorando la situación de los negros locales. Debido a su postura, la prometida de Quero-Quero, Dinorá, le abandona y poco después se va con Besouro. Un celoso Quero-Quero se enfrenta a Besouro en la selva y lucha con él, pero Besouro sale victorioso. Para vengar esta humillación, Quero-Quero mata a un hombre e incrimina a Besouro, para que las autoridades respondan con más fuerza contra él, y les revela que pueden matar a Besouro con un machete de madera de ticum.
Los hombres de Venâncio encuentran a Besouro y le atacan, pero al principio son derrotados. Sin embargo, el Coronel blande un machete de ticum y lo acuchilla, matando finalmente a Besouro. A continuación, se dirige a Dinorá e intenta violarla, pero ella lo derrota con capoeira y huye para llorar a su amante.
Más tarde se descubre que Dinorá estaba embarazada del hijo de Besouro, que es ahora un niño que aprende capoeira con Chico, el amigo de Besouro. El niño elige el nombre de su padre como propio, y cuando el coronel Venâncio pasa a su lado en la calle, le lanza una mirada desagradable, insinuando que el niño vengará a su padre algún día.

## Elenco
- Aílton Carmo como Besouro
- Sérgio Laurentino como Orixá Exu
- Anderson Grillo como Quero-Quero
- Sérgio Pererê como Orixá Ossaim
- Adriana Alves como Orixá Oxum
- Jessica Barbosa como Orixá Iansã/Dinorá
- Zebrinha como Orixá Ogum
- Macalé dos Santos como Master Alípio
- Flávio Rocha como Coronel Venâncio
- Irandhir Santos como Noca de Antônia
- Geisa Costa como Dona Zulmira